# Ремзи Осман
Ремзи Дурмуш Осман е български политик и адвокат, заместник-председател на ДПС.
Народен представител от парламентарната група на ДПС в VII велико народно събрание, както и в 36-о, 37-о, 38-о, 39-о, XL и XLI народно събрание.

## Биография
Завършва средното си образование през 1981 г. в Техникума по автотранспорт в гр. Хасково. През 1987 г. завършва Техническия колеж в Ямбол (б. Институт за учители-специалисти). До 1990 г. работи в системата на Съюза на българските автомобилисти (СБА). Завършва специалност „Право“ в Юридическия факултет на Университета за национално и световно стопанство (УНСС) през 1997 г., а от 12.02.2002 г. е вписан като адвокат в Софийската адвокатска колегия .
Членува в ДПС от 11 януари 1990 г., през същата година е избран за председател на Общинския съвет на ДПС в Община Черноочене. В периода между 1990 и 1996 г. е член на Окръжното оперативно бюро и на Окръжния съвет на ДПС в Кърджали. От 2000 г. е член на Централното оперативно бюро и Централния съвет на ДПС. Участва активно в политическия живот на ДПС и е бил делегат на всички партийни конференции от 1990 г. От 2001 г. е заместник-председател на Парламентарната група на ДПС.
През периода от 2001 до 2005 г. и от 2005 до 2009 г. е председател на Комисията по местно самоуправление и регионална политика и благоустройство и неин заместник-председател през 1997 – 2001 г. Член на същата комисия от 1990 г. От 1991 до 1994 г. е председател на Комисията по транспорт. От 1995 до 1997 г. е член на Комисията по национална сигурност. В периода от 1997 до 2009 г. е член на Комисията по правни въпроси, както и член във временни комисии за изработване на промени в Конституцията на Република България. От 1997 до 2001 г. е член на Съвета по европейските въпроси, а от 2001 г. до членството на България в ЕС е член на Съвместния парламентарен комитет „България – Европейски съюз“. От 2005 г. насам е заместник-ръководител на Постоянната делегация на Народното събрание в Асамблеята на Европейската сигурност и отбрана (Асамблеята на Западноевропейския съюз).